# Сухи, Ян
Ян Сухи (чеш. Jan Suchý; 10 октября 1944[…], Гавличкув-Брод, Чехословакия — 24 августа 2021, Гавличкув-Брод) — чехословацкий хоккеист, защитник.

## Биография
Ян Сухи начал свою хоккейную карьеру в клубе чехословацкой лиги «Гавличкув-Брод». В 1965 году он перешёл в армейскую команду «Дукла Йиглава», за которую выступал 14 лет. С 1980 по 1984 год играл в немецких и австрийских клубах.
За сборную Чехословакии выступал с 1964 по 1974 год. Участник ЧМЕ 1965-1971, и 1974, ЗОИ 1968 ( 65 матчей, 20 голов). Завершил игровую карьеру в 1984 году.
4 ноября 2008 года был принят в зал славы чешского хоккея. В 2009 году был принят в зал славы ИИХФ.
Ян Сухи является обладателем множества рекордов чехословацкого хоккея: самый результативный защитник за всю историю (206 шайб в лиге и за сборную Чехословакии), единственный защитник, кому удалось стать лучшим бомбардиром чемпионата Чехословакии (56 очков в сезоне 1968/69), рекорд по количеству очков для защитника в одной игре чемпионата (9 очков, 5 шайб и 4 передачи в 1969 году в матче с «Ческе-Будеёвице», закончившемся 13:4 в пользу «Дуклы»), хет-трик за 47 секунд в игре 1971 года против «Кошице».
Через семь месяцев после того, как советские войска вторглись в Чехословакию, 21 марта 1969 года в Стокгольме сборные этих стран встретились на Чемпионате мира по хоккею. Игроки чешской сборной вспоминали, что выходили на лед как будто на войну – мстить за оккупацию. Ян Сухи забил первую шайбу: "Разумеется, я был счастлив. Мы решили, что забьем первый гол во что бы то ни стало". "У нас была такая сильная мотивация, что выбор был только один: победить или умереть", – говорил Сухи спустя 50 лет.
Сухи так и не был чемпионом мира по хоккею, хотя в 1972 году чехословацкая сборная выиграла золотые медали. Сухи не принимал участие в чемпионате из-за инцидента, случившего в сентябре 1971 года. Он вместе с другим хоккеистом сборной Чехословакии Ладиславом Шмидом и их знакомым Отакаром Моравеком попал в аварию. Сухи был за рулём автомобиля в нетрезвом состоянии (0.38 промилле алкоголя), в результате аварии Моравек погиб, а сам Ян Сухи был осуждён на несколько месяцев. Он не смог принять участие в Олимпийских играх 1972 года, где сборная Чехословакии заняла 3 место. Сухи был освобождён из тюрьмы перед чемпионатом мира 1972 года, но руководство чехословацкого спорта запретило его участие в чемпионате. Турнир прошёл в Праге, а чехословацкая сборная стала чемпионом мира.

## Достижения

### Командные
- Чемпион Чехословакии 1967—1972, 1974 (7 раз)
- Серебряный призёр чемпионата Чехословакии 1966, 1973, 1977, 1979 (4 раза)
- Бронзовый призёр чемпионата Чехословакии 1975, 1976 (2 раза)
- Серебряный призёр Олимпийских игр 1968
- Серебряный призёр чемпионата мира и Европы 1965, 1966, 1968, 1974 (4 раза)
- Серебряный призер чемпионата мира 1971
- Бронзовый призёр чемпионата мира и Европы 1969, 1970 (2 раза)
- Чемпион Европы  1971
- Бронзовый призер чемпионата Европы 1967

### Личные
- Лучший защитник чемпионата мира 1969 и 1971
- Обладатель Золотой клюшки лучшему хоккеисту Чехословакии 1969 и 1970
- Член Зала славы ИИХФ (с 2009 года)
- Член зала славы чешского хоккея (с 04.11.2008 г.)
- Лучший бомбардир чемпионата Чехословакии 1969 (56 очков)

## Статистика
- Чемпионат Чехословакии — 561 игра, 162 шайбы
- Сборная Чехословакии — 160 игр, 44 шайбы[11]
- Всего за карьеру — 721 игра, 206 шайб

## Семья
Женат, трое детей (два сына и дочь).
Сын, Душан Сухи (род. 21.07.1966 г.) — футболист.
Внук Шимон Сатмари (род. 04.10.1995 г.) — хоккеист, играет в чешской первой лиге.